# Gottan

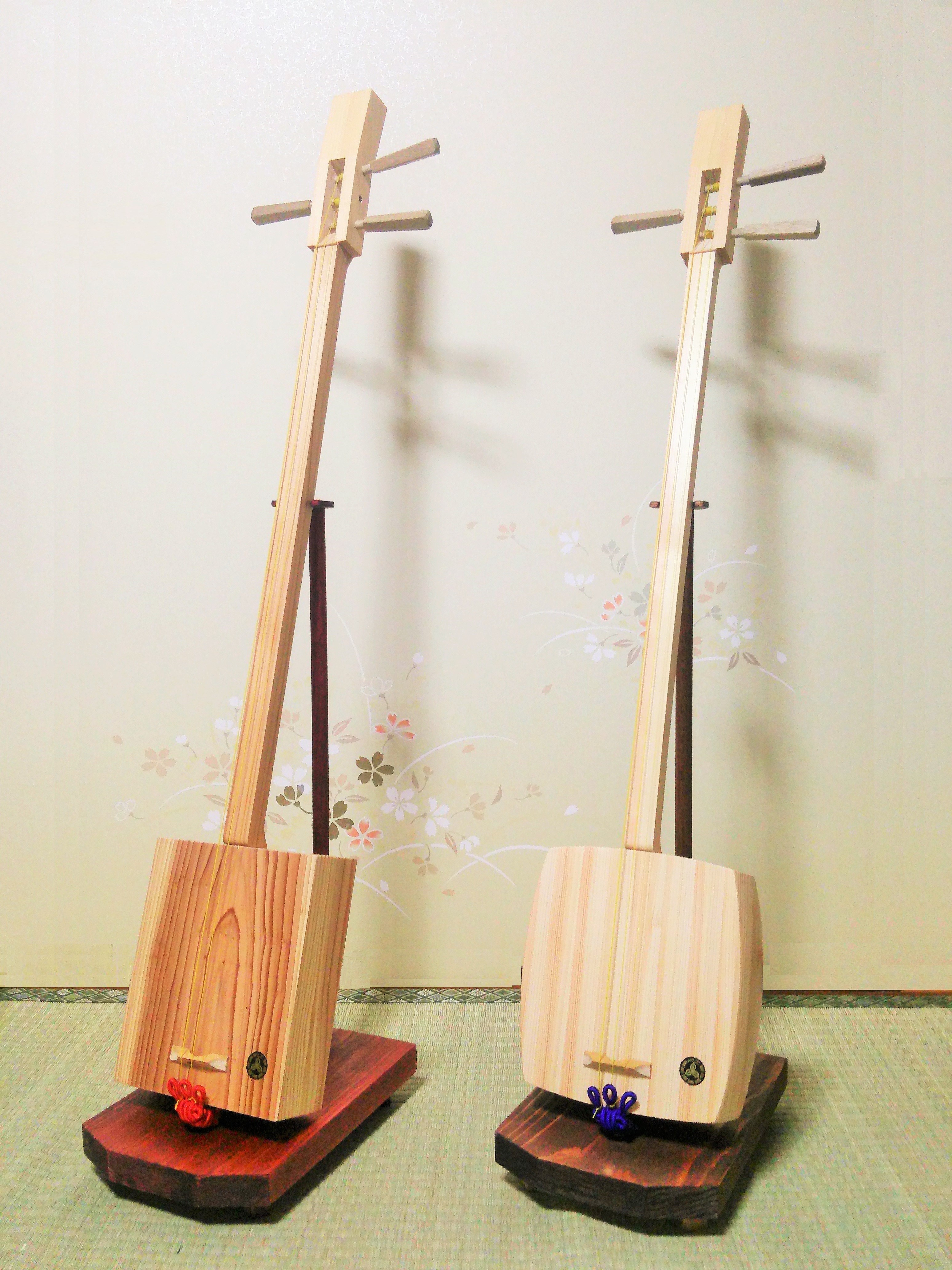
Deux Gottan

En musique traditionnelle japonaise, le gottan (ごったん), aussi appelé hako (« boîte ») ou ita (« planche »), ou shamisen/jamisen, est un instrument à trois cordes pincées, souvent considéré comme parent ou dérivé du sanshin, lui-même parent du shamisen.

## Différences
La principale différence entre un sanshin et un gottan est que le corps d'un sanshin est généralement composé d'une cavité creusée en bois recouverte d'un certain type de membrane tandis que l'ensemble du gottan est fait en bois massif, le plus souvent d'un seul type, typiquement en cèdre du Japon.
Le répertoire musical du gottan est souvent léger et gai, comprenant de nombreuses chansons folkloriques. Comme le shamisen, il a été utilisé pour les interprétations de porte-à-porte, connues sous le nom kadozuke.
Le gottan est souvent comparé au kankara sanshin, instrument de l'archipel Okinawa proche du sanshin, en raison de son coût relativement faible (fait d'une boîte métallique usée) et de sa facilité de construction. L'instrument équivalent entièrement en bois d'Okinawa est l’ita sanshin.